# Hans Langemann (Unternehmer)
Hans Langemann (* 1918; † 18. April 2015) war ein deutscher Bauunternehmer.

## Werdegang
Langemann absolvierte eine Ausbildung zum Maurermeister und Bauingenieur. Nach dem Zweiten Weltkrieg übernahm er die elterliche Bauunternehmung in Köln und baute sie zu einem bedeutenden Unternehmen aus.
Von 1975 bis 1990 war er Präsident der Handwerkskammer zu Köln – und war einer ihrer Ehrenpräsidenten – sowie von 1982 bis 1990 stellvertretender Vorsitzender des Westdeutschen Handwerkskammertags.

## Ehrungen
- 1979: Verdienstkreuz 1. Klasse der Bundesrepublik Deutschland
- 1984: Großes Verdienstkreuz der Bundesrepublik Deutschland
- 1991: Ehrennadel des Westdeutschen Handwerkskammertags
- 1993: Großes Verdienstkreuz mit Stern der Bundesrepublik Deutschland